# Stigmaphyllon gymnopodum
Stigmaphyllon gymnopodum är en tvåhjärtbladig växtart som först beskrevs av André Guillaumin, och fick sitt nu gällande namn av C.E.Anderson. Stigmaphyllon gymnopodum ingår i släktet Stigmaphyllon och familjen Malpighiaceae. Inga underarter finns listade i Catalogue of Life.